# Efrajim Moses Lilien

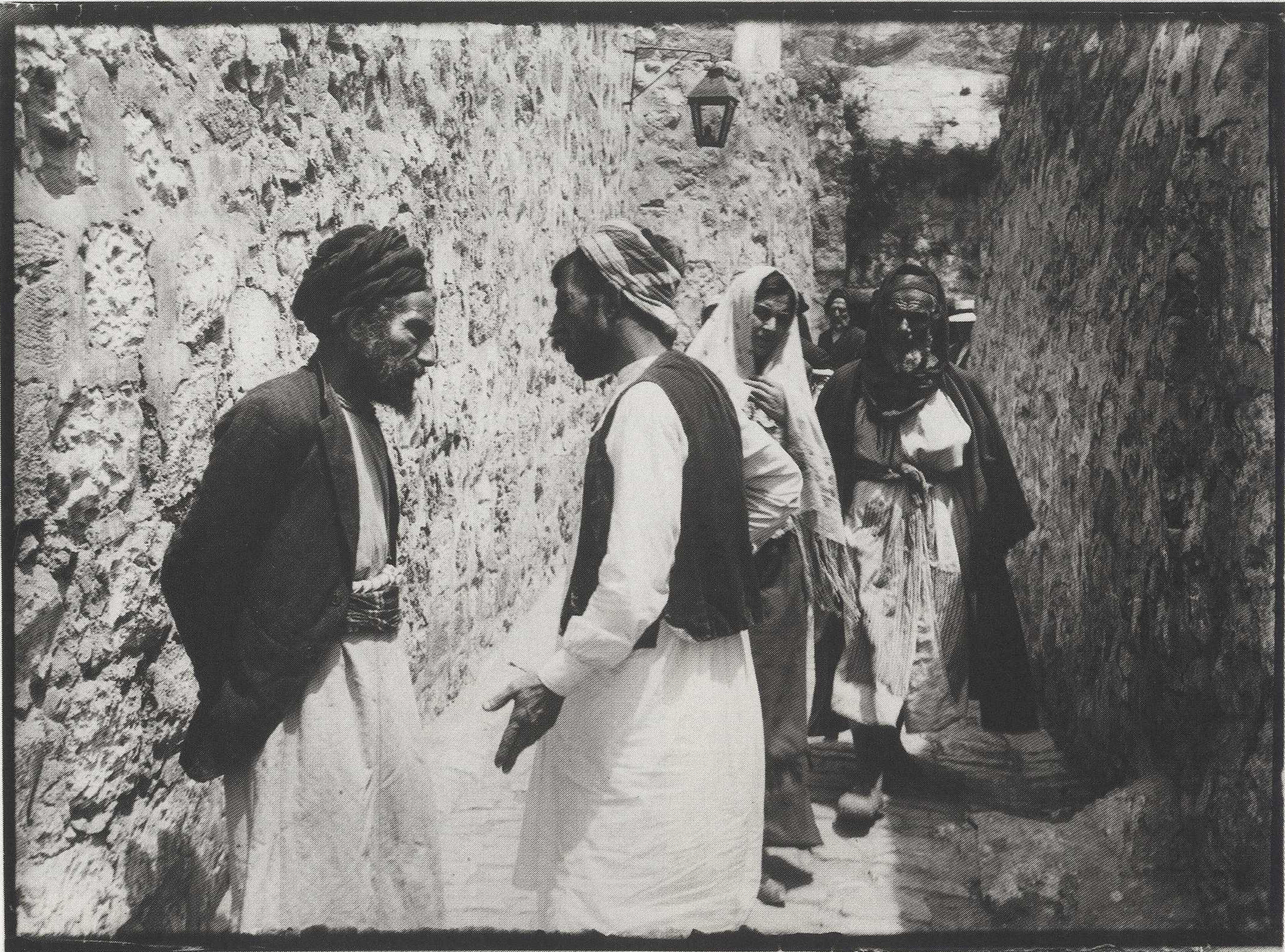
Postavy, fotografie, asi 1918

Efrajim Moses Lilien (23. května 1874 Drohobyč – 18. července 1925) byl secesní ilustrátor, fotograf a grafik, který se zvláště proslavil svým uměleckými díly na židovská témata. Někdy se mu říká „první sionistický umělec“.

## Životopis
Ephraim Moses Lilien (Maurycy Lilien) se narodil v roce 1874, v Drohobyczi v Haliči, poté v Rakousku-Uhersku. V letech 1889–1893 studoval Lilien malířské a grafické techniky na Akademii umění v Krakově. V letech 1890 až 1892. studoval u polského malíře Jana Matejka.
Jako člen sionistického hnutí cestoval Lilien v letech 1906 až 1918 několikrát do osmanské Palestiny.
Lilien se zúčastnil pátého sionistického kongresu, který se konal v Basileji, jako člen Demokratické frakce, opoziční skupiny, která podporovala rozvoj sekulární národní kultury. V roce 1905 se na sedmém sionistickém kongresu v Basileji spolu s Borisem Schatzem stal členem výboru zřízeného za účelem zřízení Bezalelské umělecké školy. V rámci této práce doprovázel Schatze do Jeruzaléma.

## Umělecká kariéra
Lilien byl jedním ze dvou umělců, kteří v roce 1906 doprovázeli Borise Schatze na území dnešního Izraele za účelem založení Becalelovy akademie umění a designu a v roce 1906 učil první ročník školy. Ačkoli jeho pobyt v zemi trval jen krátce, zanechal svou nesmazatelnou stopu po vytvoření stylu Eretz Israel, který biblické předměty umístil do sionistického kontextu a orientálního prostředí, koncipovaného v idealizovaném západním designu. V prvních dvou desetiletích století sloužila Lilienova práce pro skupinu Bezalel jako model.
Lilien je známý svým fotografickým portrétem Theodora Herzla. Často Herzla využíval jako model, protože jeho rysy považoval za dokonalou reprezentaci „nového Žida“. V roce 1896 obdržel cenu za fotografii od avantgardního časopisu Jugend. Lilien ilustroval několik knih. V roce 1923 byla v New Yorku zahájena výstava jeho prací.
Mezi knihy, které autor ilustroval, patří Juda (1900), poezie s biblickými tématy od jeho křesťanského přítele Börries Freiherra von Münchhausena a Lieder des Ghetto (Písně ghetta, 1903), jidiš básně Morrise Rosenfelda přeložené do němčiny.
Lilien zemřel v Badenweiler v Německu v roce 1925. Je po něm pojmenována ulice v jeruzalémské čtvrti Najot.

## Galerie

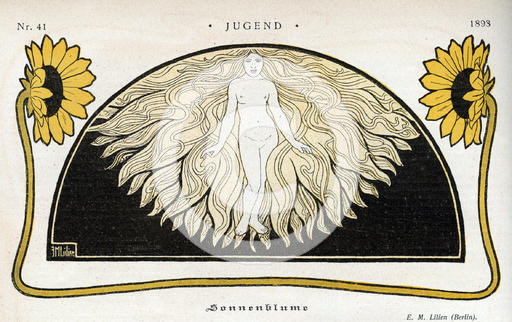
Slunečnice, Jugend, Berlín, 1893
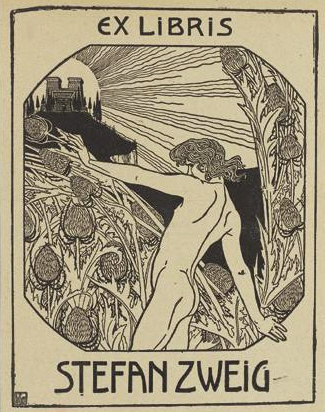
Ex libris, Stefan Zweig, asi 1900
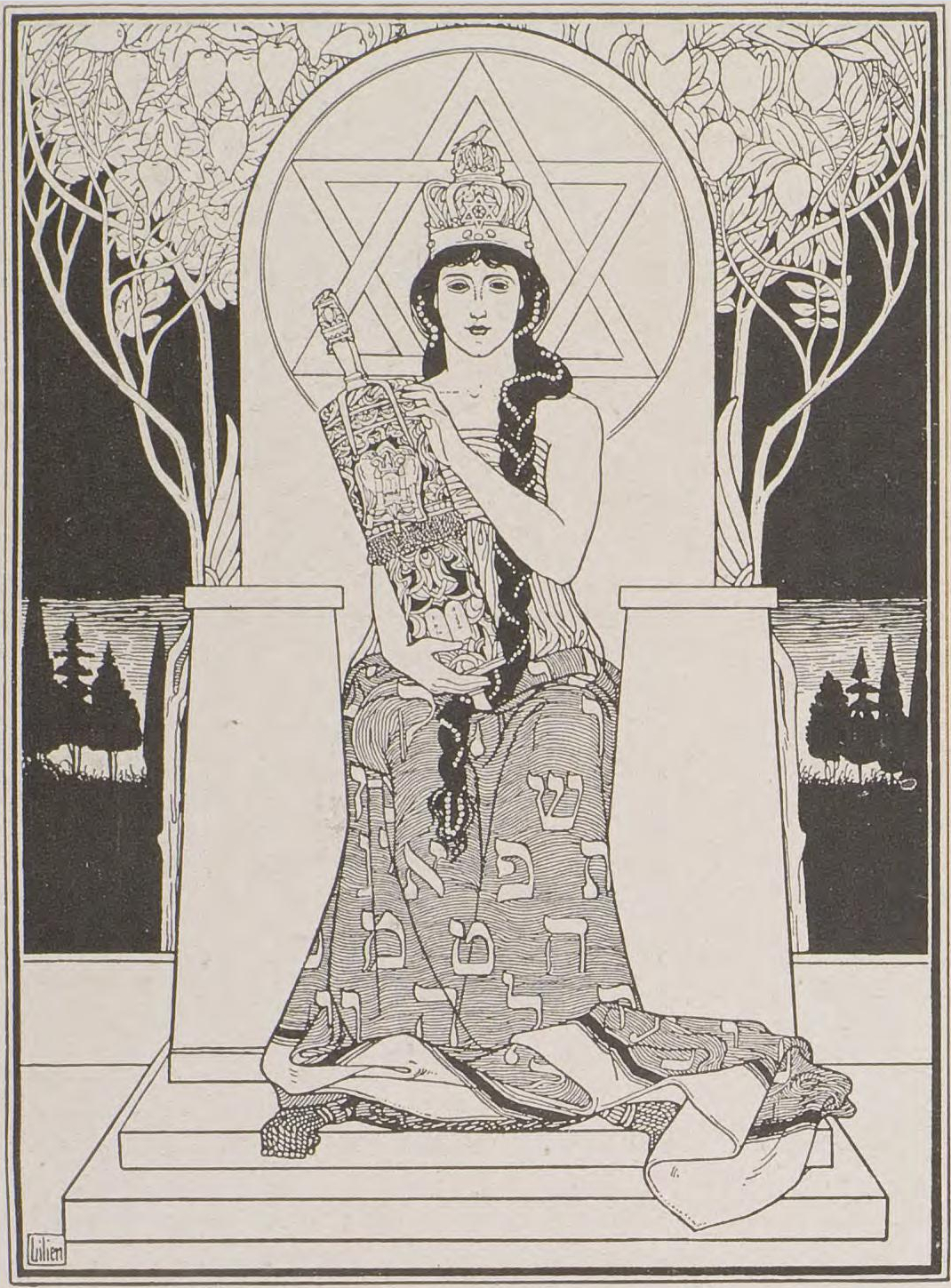
The Queen of Sabbath, Juda, Berlín, 1900–1
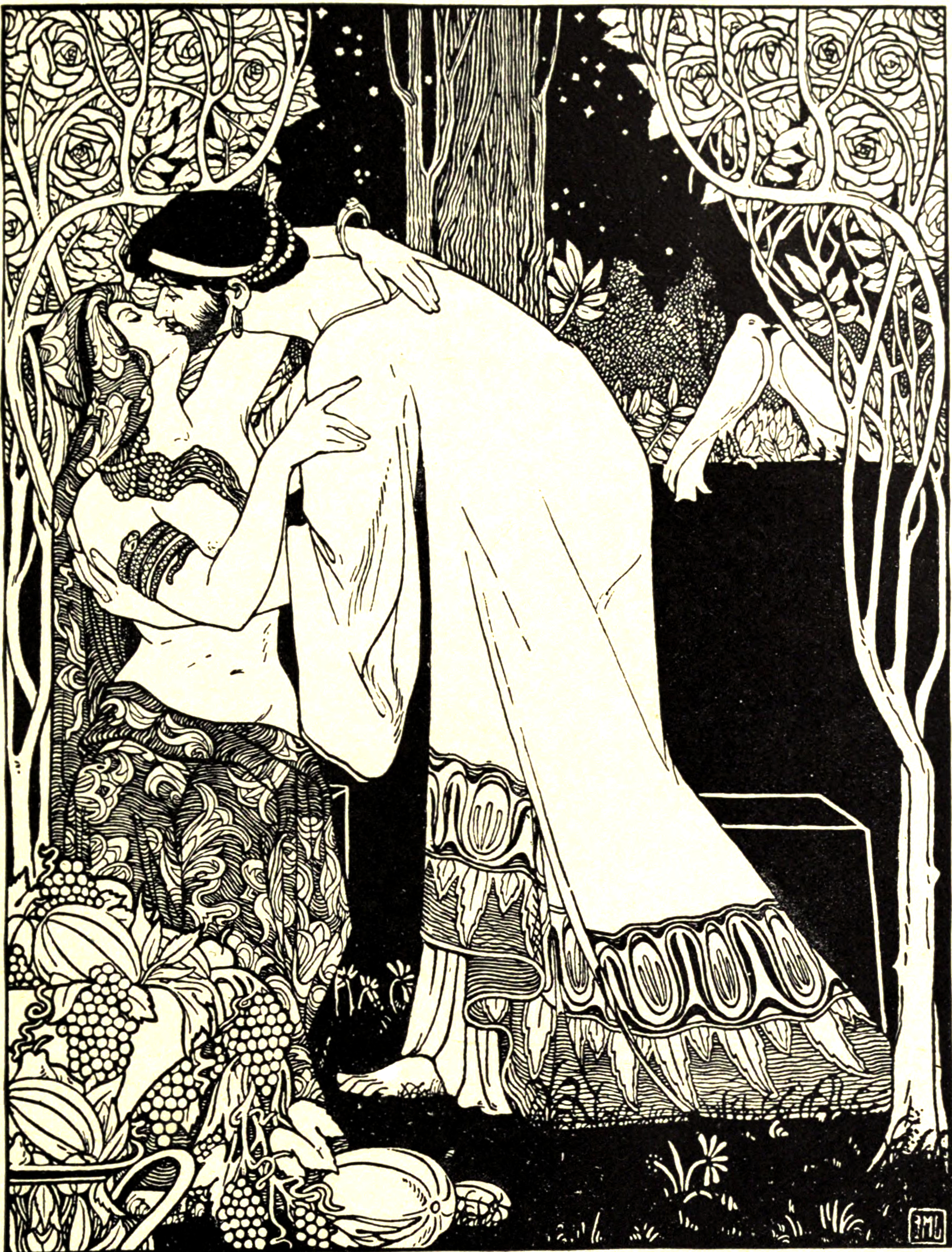
The Silent Song, Juda, 1900–1.
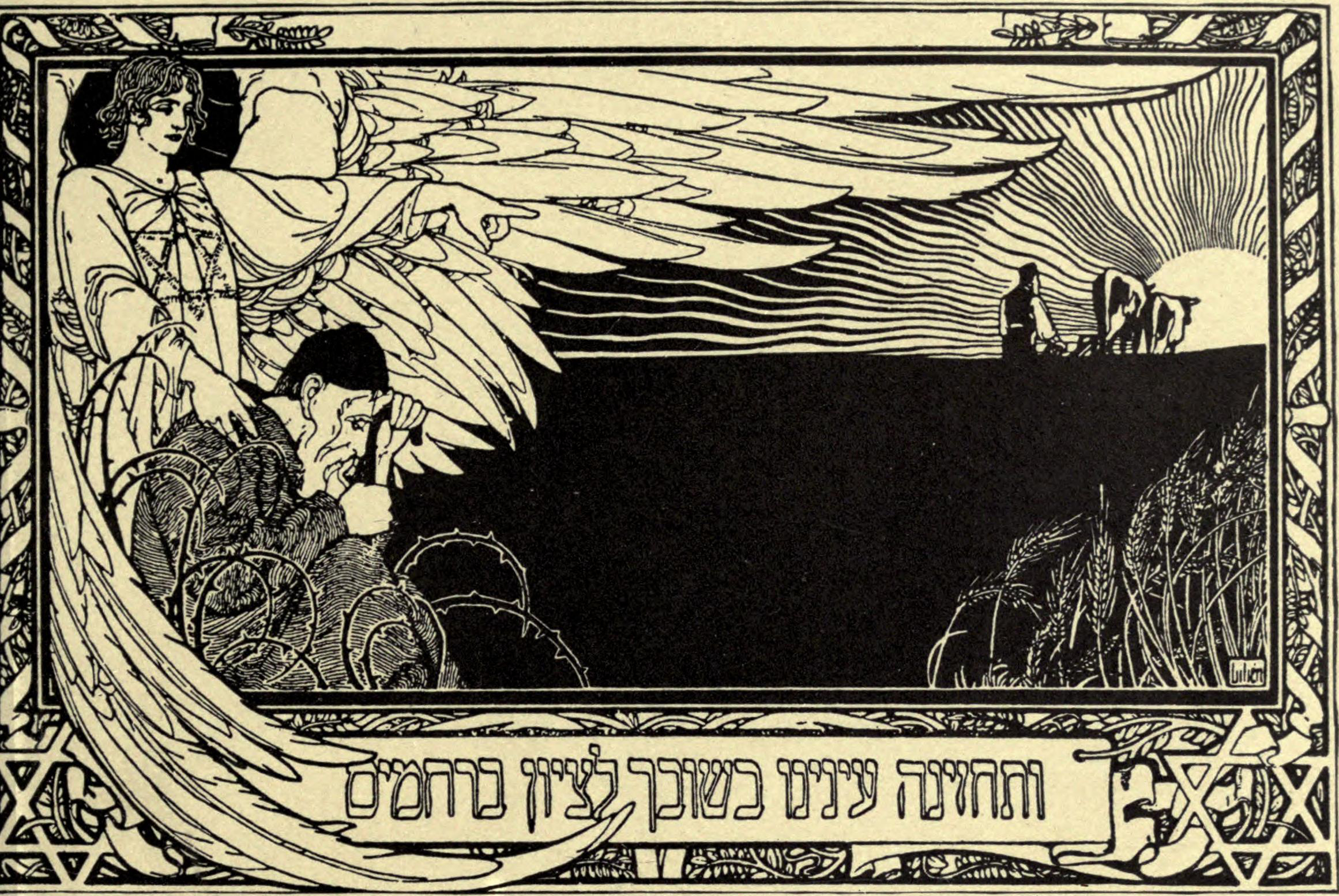
Kéž naše oči spatří váš milosrdný návrat do Sionu, suvenýr, Basilej, 1901.
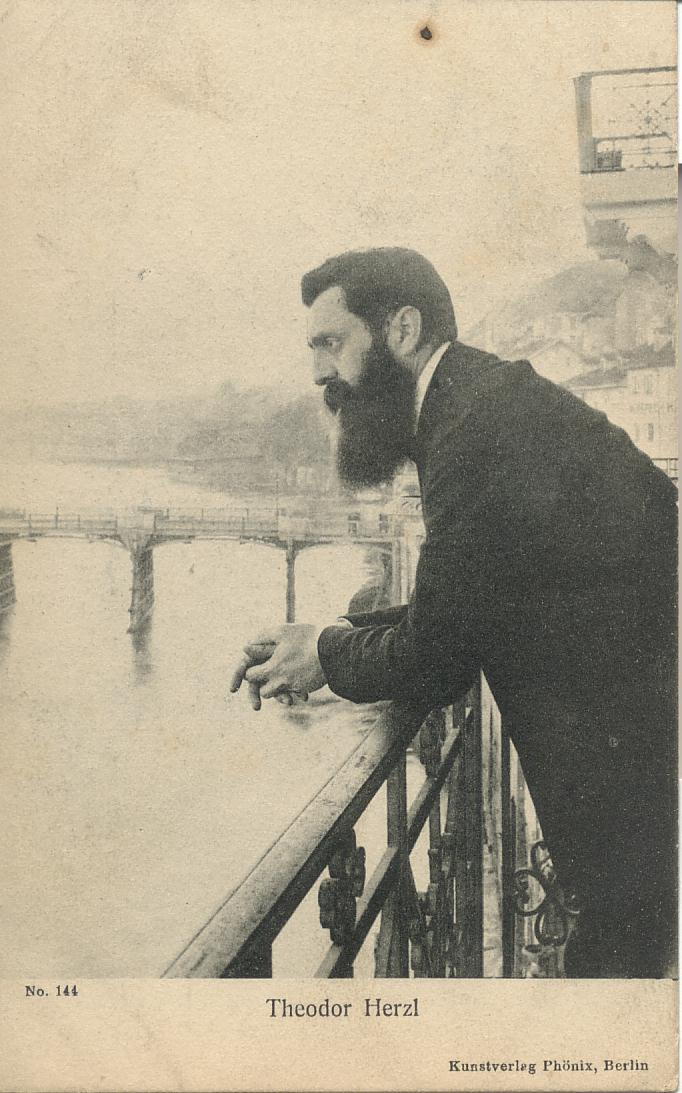
Theodor Herzl v Basileji, 1901, fotografie reprodukovaná jako pohlednice
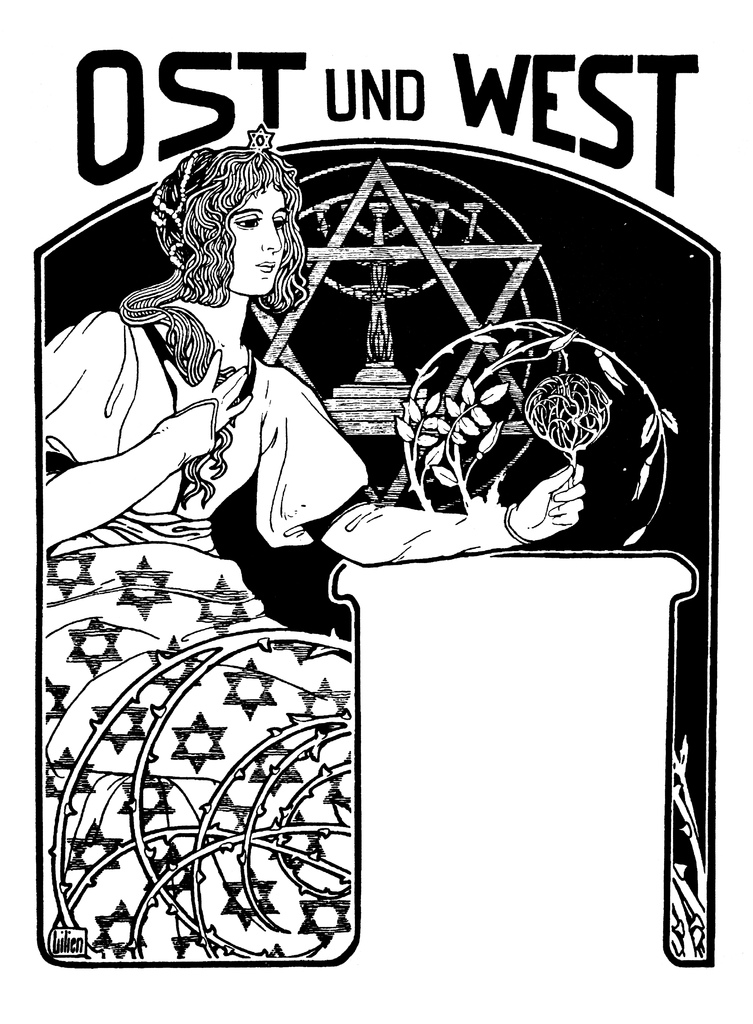
Ost und West, 1903
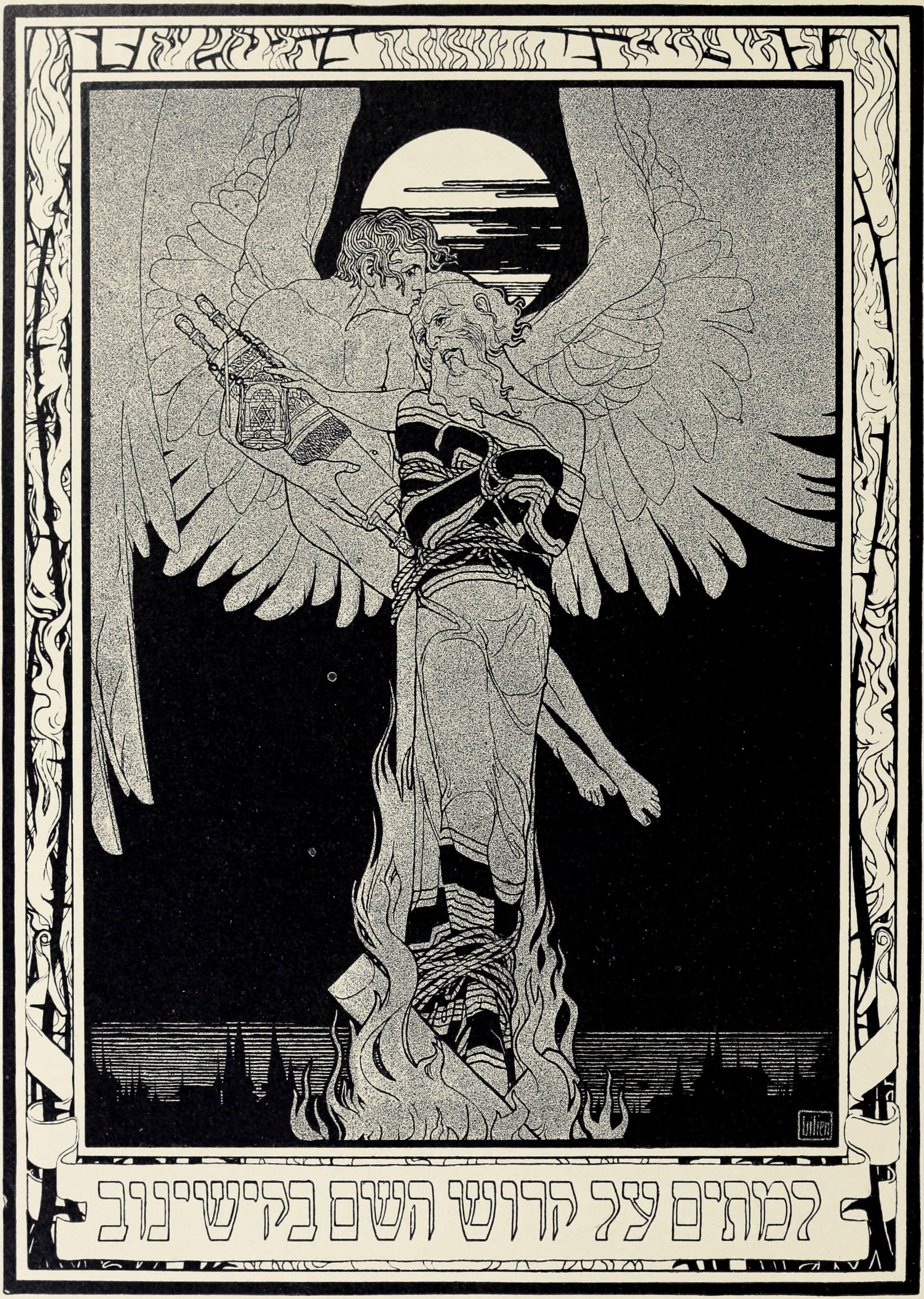
Pocta obětem Kišiněvského pogromu, 1903.
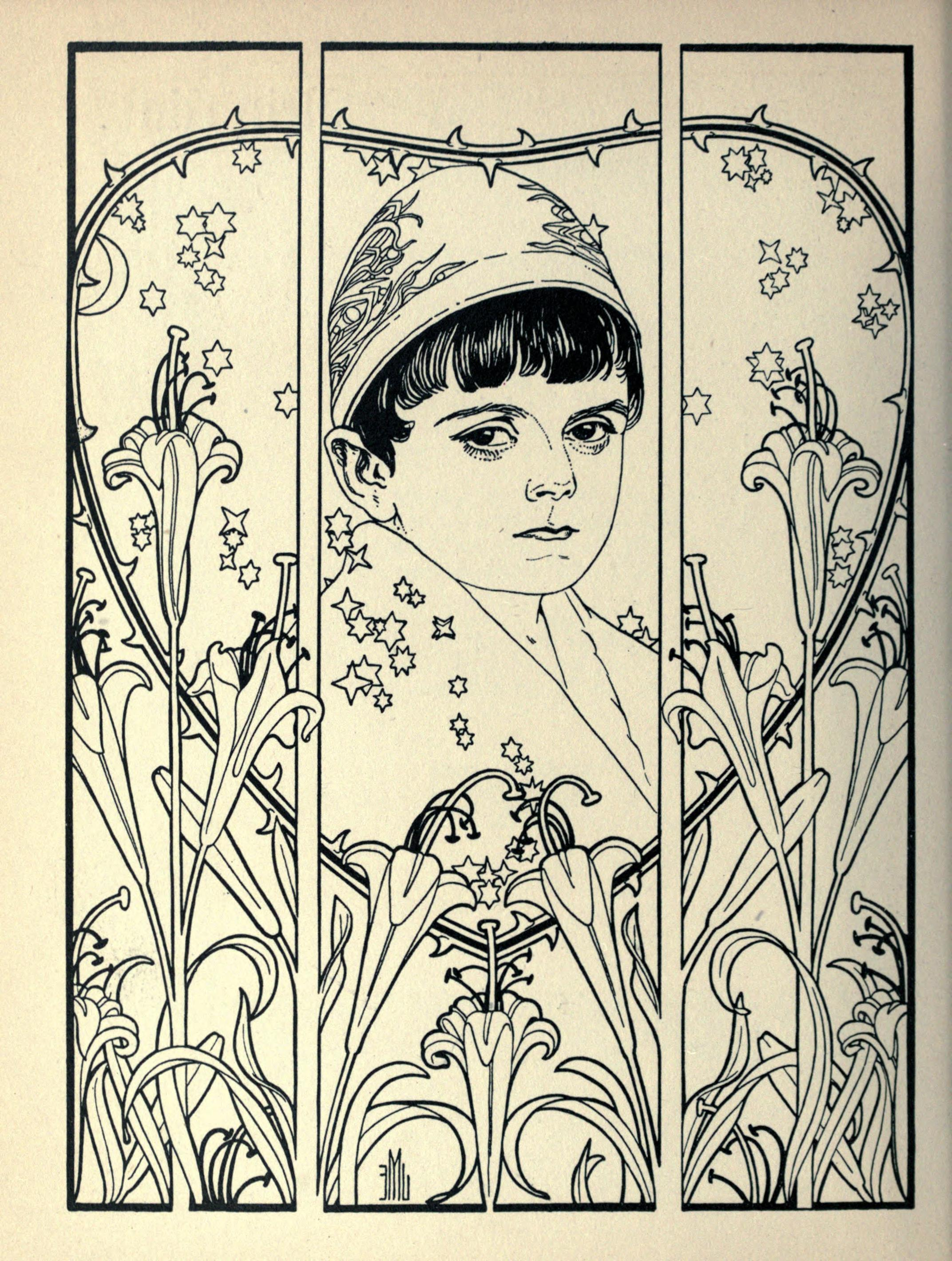
Židovské dítě, z Lieder des Ghetto, 1903
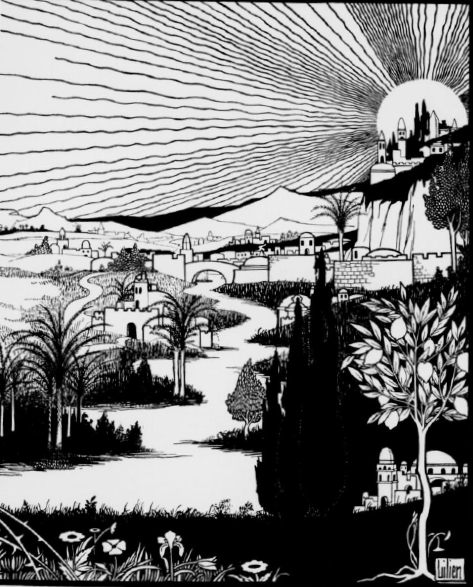
Zion, Lieder des Ghetto, 1903
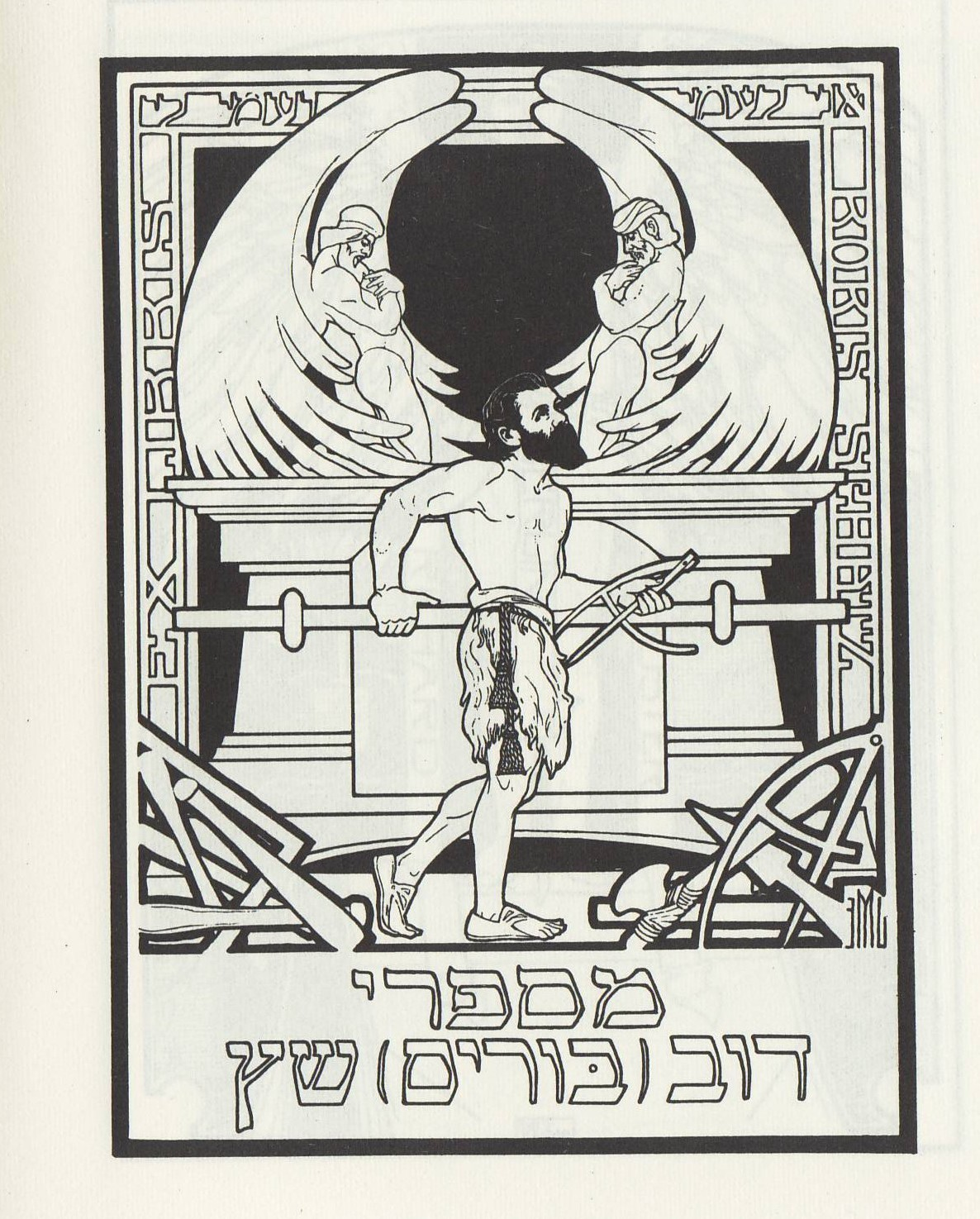
Ex libris Boris Schatz, 1905
Emblém Bezalel Academy of Arts and Design, Jeruzalém, 1906
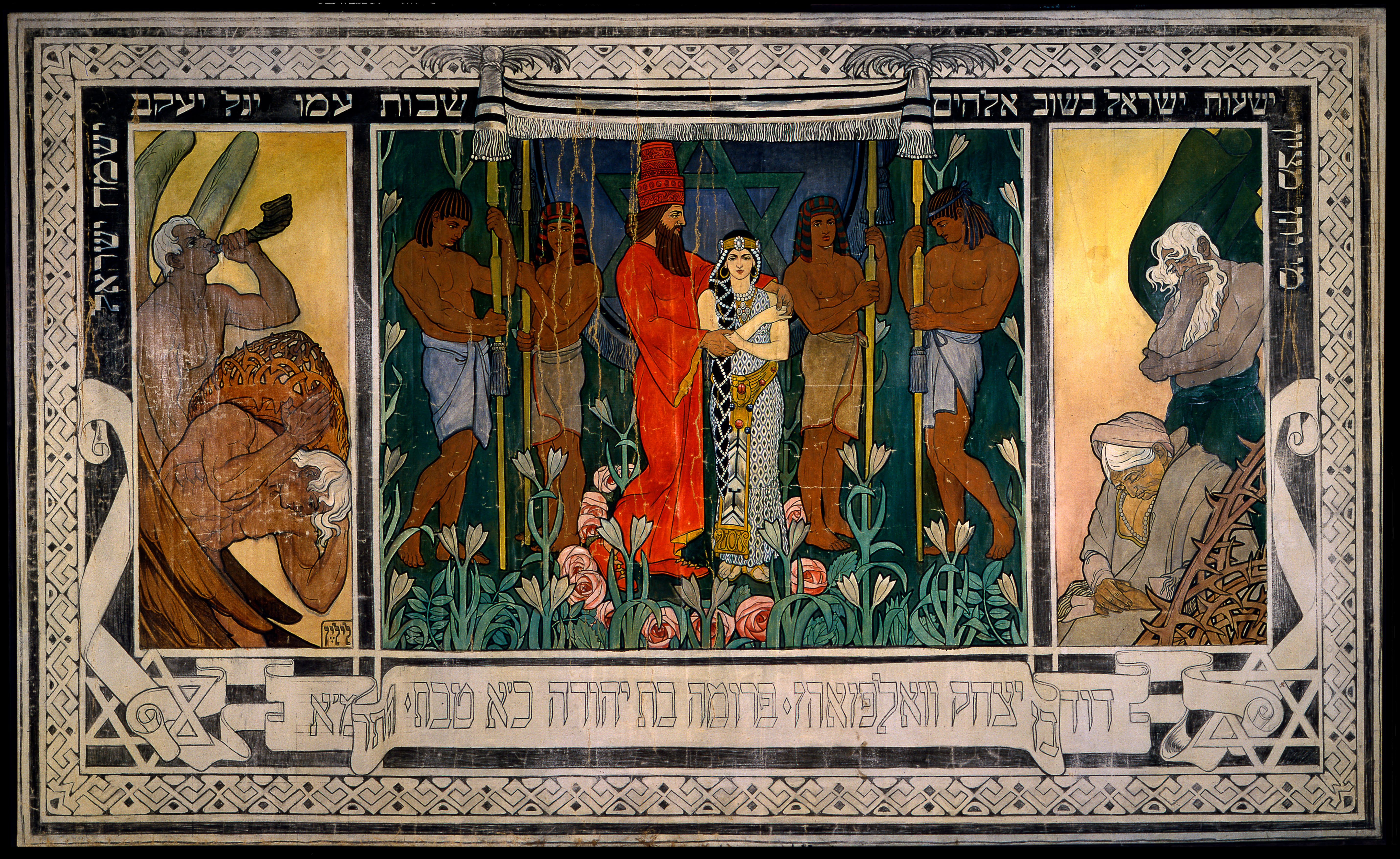
Alegorická svatba: skica na koberci, triptych (zprava doleva): Exil, manželství, vykoupení, 1906
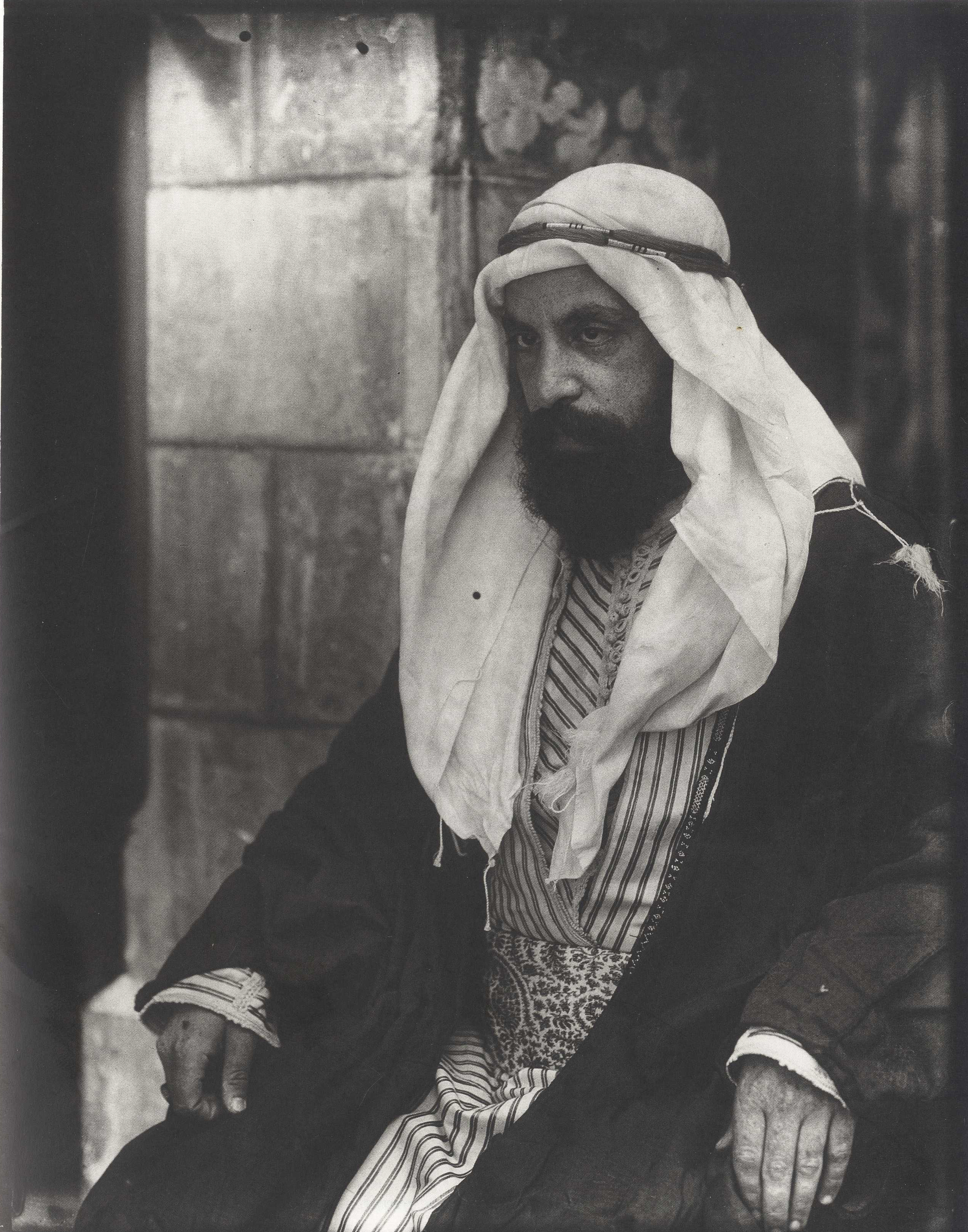
Portrét, fotografie, 1906
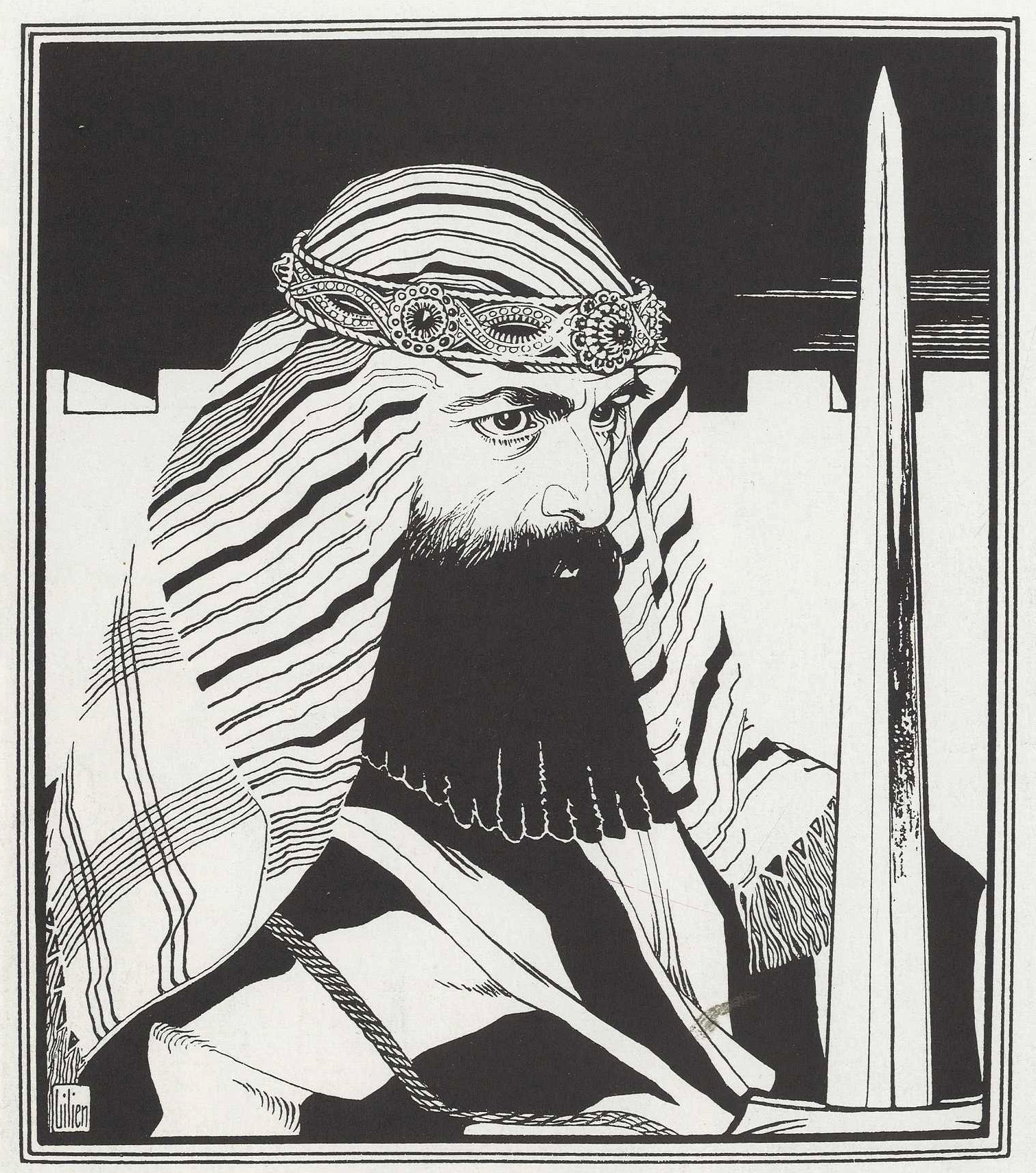
Jozue, 1908
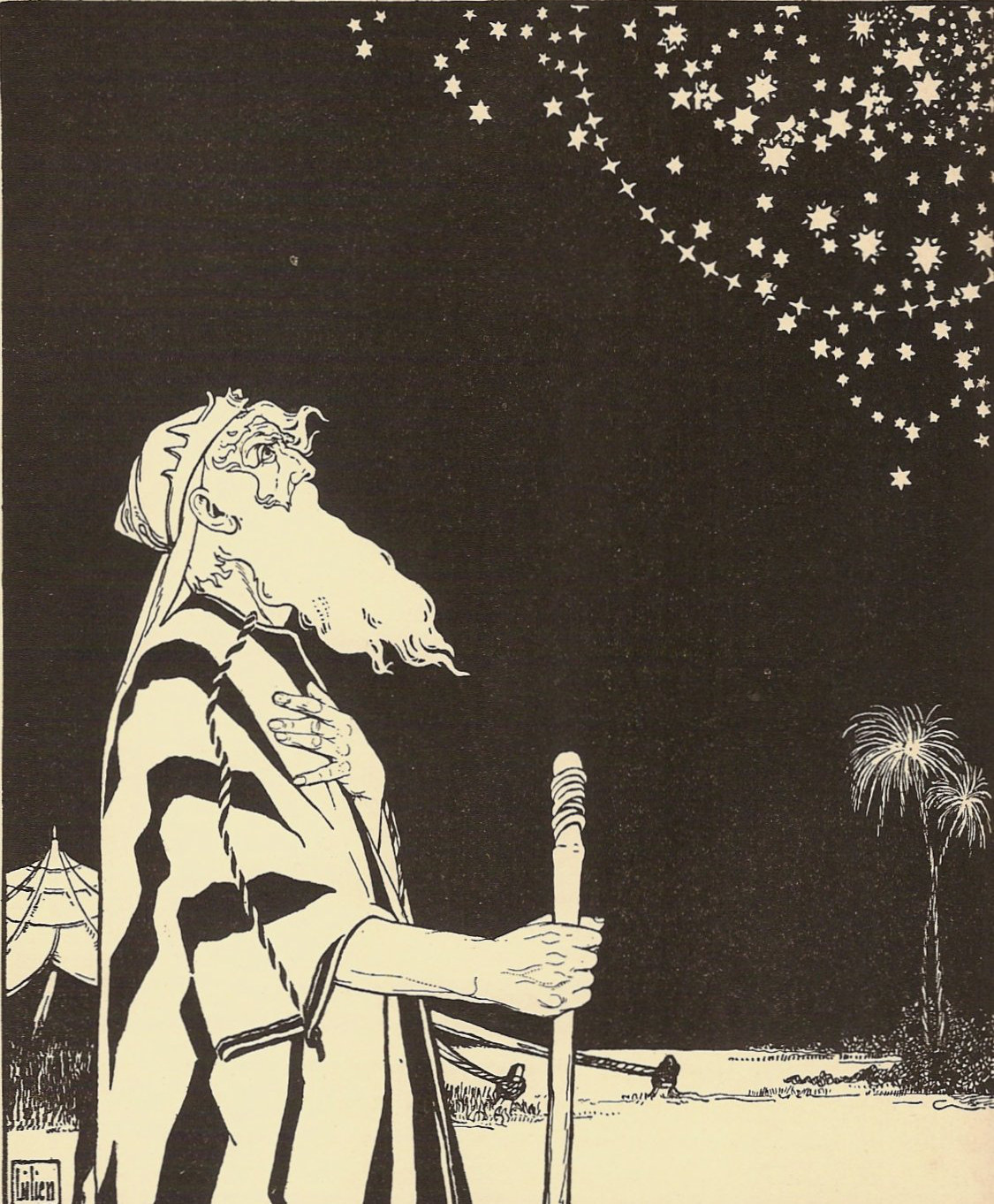
Abrahám, 1908
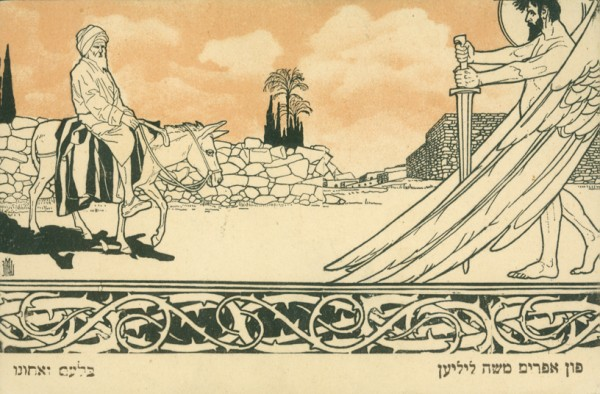
Balaam, 1908
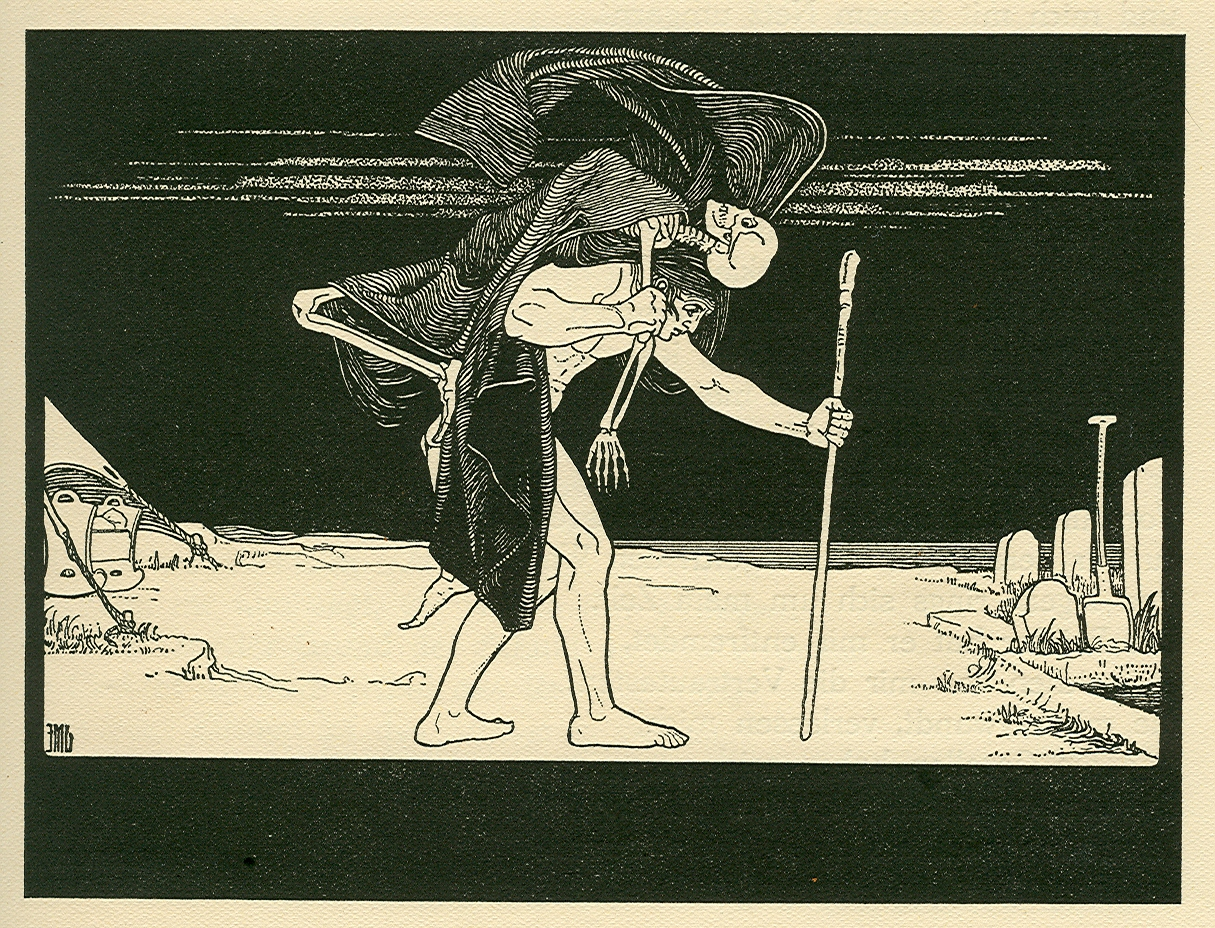
Dybbuk, 1908
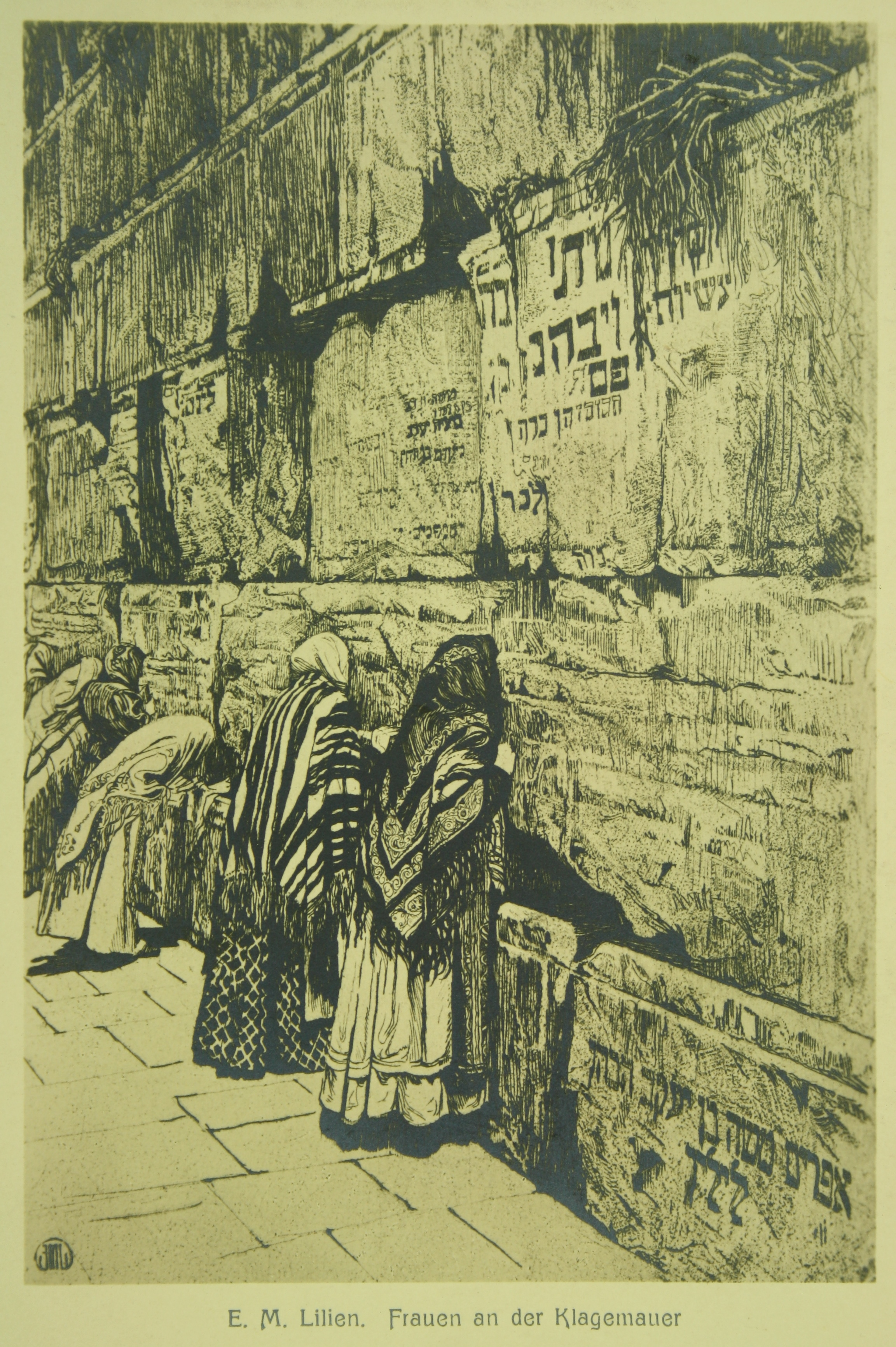
Kotel (Zeď nářků), 1910
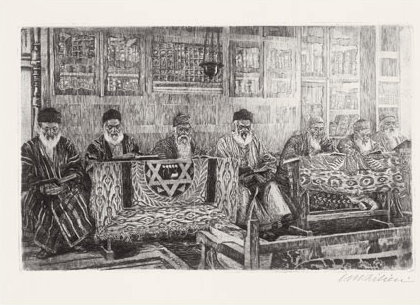
V knihovně, rytina, 1915
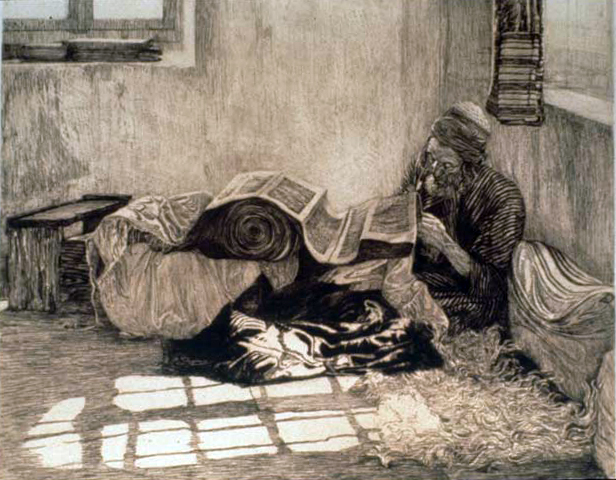
Sofer sešívá svitky tóry, rytina, 1915
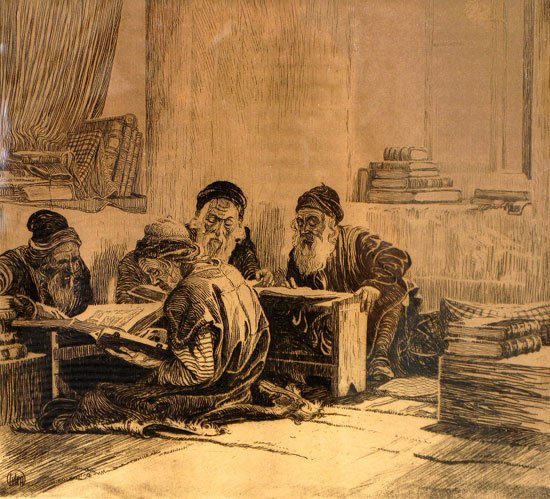
Studium Talmudu, rytina, 1915
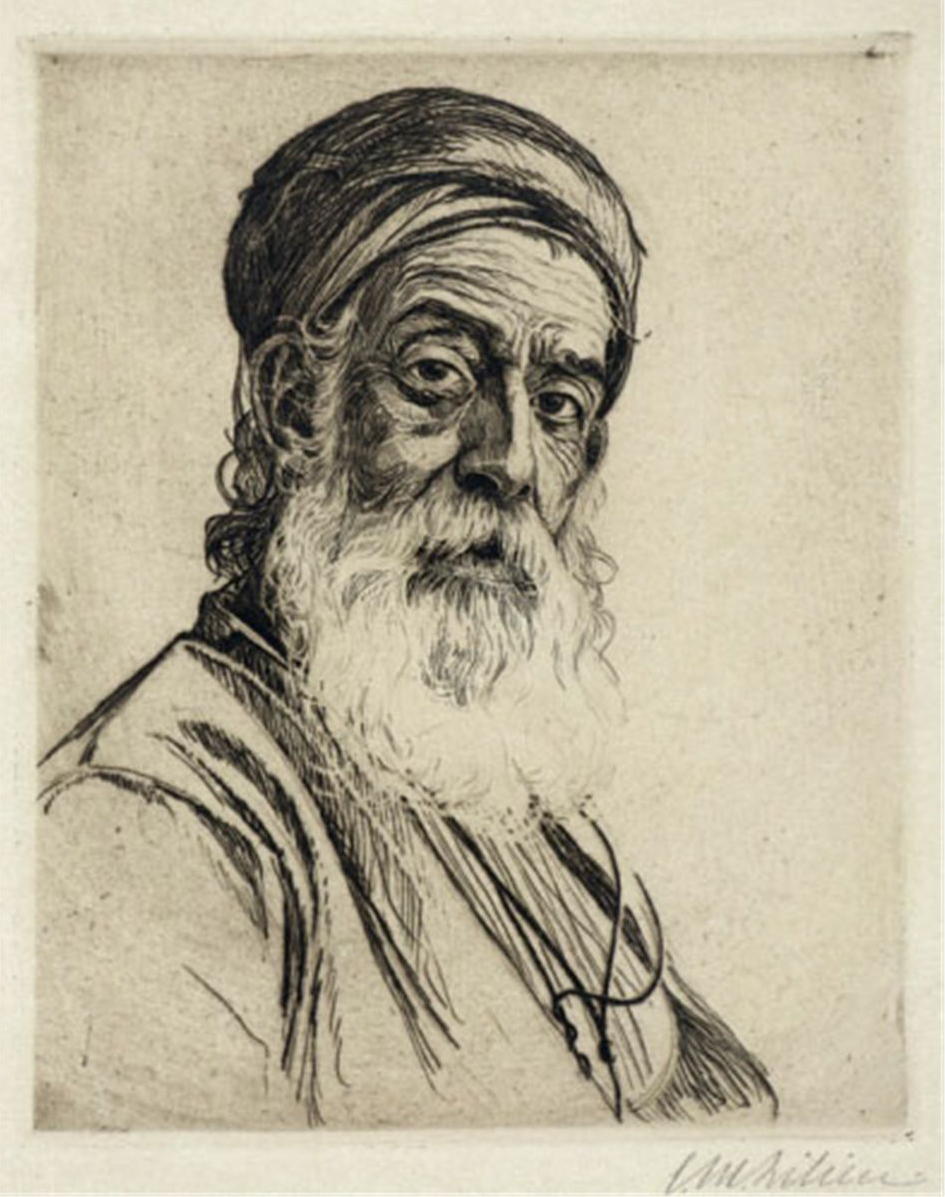
Samaritán, rytina, asi 1920